# Mezholezy (dříve okres Domažlice)
Mezholezy (dříve okres Domažlice) là một làng thuộc huyện Domažlice, vùng Plzeňský, Cộng hòa Séc.